# Artur Akavov
Artur Akavov (ur. 14 grudnia 1985) – estoński bokser, mistrz Estonii w kategorii półśredniej w roku 2006 oraz  wicemistrz Estonii w kategorii półśredniej z roku 2008, reprezentant Estonii na Mistrzostwach Świata 2007 w Chicago oraz na Mistrzostwach Europy 2006 w Płowdiwie.

## Kariera
We wrześniu 2004 był uczestnikiem memoriału im. Karla Lehmanna w Tallinie. Dotarł tam do półfinału w kategorii półśredniej. W listopadzie tego samego roku uczestniczył w Grand Prix w Rydze, przegrywając w półfinale z Litwinem Donatasem Bondoravasem.
W styczniu 2006 zwyciężył w 27. edycji Pucharu Norwegii, pokonując w finale kategorii półśredniej Szkota Krisa Carslawa. Na Mistrzostwach Europy 2006 w Płowdiwie w pierwszej walce wyeliminował Szwajcara Ardiana Krasniqi, a w drugiej przegrał na punkty z Irlandczykiem Royem Sheahanem. We wrześniu 2006 zwyciężył w turnieju im. Karla Lehmanna. Na Mistrzostwach Świata 2007 w Chicago odpadł już w 1/32 finału. W finale Mistrzostwach Estonii 2008 w Tallinnie przegrał z Jaanem Beljajevem, ulegając mu 25 maja.